# 双山街道 (济南市)
双山街道，是中华人民共和国山東省济南市章丘区下辖的一个乡镇级行政单位。

## 行政区划
双山街道下辖以下地区：
旭升村、木厂涧村、横沟村、白泉村、东沟头村、西沟头村、西琅沟村、陔庄村、滕朋村、马安村、鲍庄村、南涧溪村、三涧溪村、贺套村、双山村、东琅沟村、李家埠村、杨胡村、山东经济学院明水校区社区和山东技师学院社区。